# 人类瑕疵大学
人类瑕疵大学（另譯《人類毛病大學》）是日本的YouTube频道，专门发表以人类的黑暗为主题的漫画影片。题材从真实事件裡选择来取材，有包括地下社会和犯罪等主题。制作人為平山胜雄。此频道在2019年内频道的订阅人数达到64.3万人，是当年开通的频道中排名第三。該頻道後來延伸《エモル図書館〜時々、エビル〜》、《バベル裁判所〜闇の法律知識〜》、《漆黒アカデミア ～Jet Black Academia～》共計三個子頻道，頻道之間世界觀互有串連。
2022年，宣布作品改編成電視版動畫的消息，同年9月9日設立電視版動畫官方網站，電視版動畫定於2022年10月開始播映。電視版動畫以《佐竹博文的不幸人生》（日语：佐竹博文の数奇な人生）系列主角佐竹博文為主要角色，講述佐竹博文被捲入命案判刑後，被「人類瑕疵大學」作為研究目標的延伸事件。

## 发展历史
在2019年当時費米研究所确立了漫画動画的様式，后续也出现了多个频道。

## 营运
平山勝雄作為頻道的主要製作者兼任劇情設計，人物的表情和背景则交给漫画家繪製。初期共有5、6个人进行脚本制作，但后来在小说投稿网站上写网络小说的平山的弟弟被選為腳本負責人，此後由平山的弟弟全權负责。
一個頻道有10幾個漫畫家協助繪製工作，平山勝雄在訪談中說明道，頻道創辦初期採用網路招募的方式錄用漫畫家，頻道知名度提升後，因為有許多漫畫家主動聯繫他、表示希望參與頻道創作，便不再另外招聘漫畫家。
一个视频的制作费约为7 - 8万日元，运营一个月需要200万日元以上。

## 故事簡介
頻道故事內容從真實事件裡取材，內容涵括世界的奇人異事、疾病、災難、犯罪、黑社會等。截至2022年10月，頻道作品共分成以下系列，大多數系列的作品處於相同的架空世界和共同世界，劇情互有關聯，不同系列的登場角色也會出現在其他系列。
- 《藥物依存症的恐怖》（日语：ドラッグ・依存症の恐怖）系列：自2020年3月25日連載至2021年3月6日，以毒品和藥物成癮作為主要題材。全系列共12話。

- 《特殊職業》（日语：特殊な職業）系列：自2019年6月13日連載至2019年5月30日，主要介紹和說明世界上的特殊職業。全系列共14話。

- 《佐竹博文的不幸人生》（日语：佐竹博文の数奇な人生）系列：自2019年5月7日開始連載，以佐竹博文為主要角色，描述佐竹博文經歷的各種突發事件。

- 《飛田新治的世界桃色體驗記》（日语：飛田新治の世界ピンク体験記）系列：自2021年2月14日開始連載至2021年5月23日，以情色業愛好者飛田新治為主角，描述飛田新治在世界各地旅遊期間，體驗當地情色業服務的事件。全系列共6話。

- 《祕境獵人·鬼頭丈二》（日语：ドリームハンター・鬼頭丈二）系列：自2020年5月3日開始連載，以祕境獵人鬼頭丈二為主要角色，描述鬼頭丈二在世界各地品嚐奇異飲食和探索世界祕境的經歷。

- 《拷問專家伊集院茂夫》（日语：拷問ソムリエ　伊集院茂夫）系列：自2021年2月3日開始連載，以拷問專家伊集院茂夫為主要角色，故事內容敘述伊集院茂夫接受被害者及其親友委託，對犯罪者進行酷刑制裁的事件，同步介紹酷刑的種類與歷史。

- 《紅鬼傳說 元不良少年 紅林二郎》（日语：紅鬼伝説 元ヤン紅林二郎）系列：自2021年7月6日開始連載，以青年紅林二郎為主要角色，故事內容敘述紅林二郎經歷和解決的各種突發事件。

- 《天羽組的武鬥派 小峠華太》（日语：天羽組の武闘派 小峠華太）系列： 自2021年7月18日開始連載，以黑道成員小峠華太為主要角色，故事內容敘述小峠華太投身黑社會，成為黑道組織成員經歷的事件。延伸短期連載系列：《天京戰爭》（日语：天京戦争）系列（2022年3月15日至2022年6月25日）、《羽王戰爭》（日语：羽王戦争）系列。

- 《京極組的武鬥派 久我虎徹》（日语：京極組の武闘派 久我虎徹）系列：自2021年12月8日開始連載，以黑道成員久我虎徹為主要角色，故事內容敘述久我虎徹投身黑社會，成為黑道組織成員經歷的事件。延伸短期連載系列：《天京戰爭》（日语：天京戦争）系列（2022年3月15日至2022年6月25日）、《京羅戰爭》（日语：京羅戦争）系列（2022年8月10日連載至今）。

- 《原殺手的蜜瓜包店主 瓜生龍臣》（日语：元殺し屋のメロンパン屋 瓜生龍臣）系列：自2022年1月30日開始連載，故事內容敘述曾任殺手的蜜瓜包攤車營業者瓜生龍臣制裁非法人士的事件。

- 《斬除黑社會的動畫》（日语：闇社会をぶった斬るアニメ）系列：自2021年12月3日開始連載，由各連載系列常駐角色說明作品世界觀、角色相關資訊、劇情事件的特輯。

- 《河内組的內部戰爭》（日语：河内組の內部戦争）系列：自2022年8月20日開始連載，故事內容敘述黑道組織「河內組」新進成員阿蒜寛太和組織成員經歷的事件。於2023年6月14日正式完結，更改系列標題為《獅子王組的內部戰爭》（日语：獅子王組の內部戦争）系列。

- 《殺手一族的高利貸……三門一郎太》（日语：殺し屋の闇金……三門一郎太）系列：自2023年5月6日開始連載，故事內容敘述殺手家族出身的高利貸公司經營者三門一郎太經歷的事件。

### 作品世界觀設定
| 用語               | 簡介 |
| ------------------ | --- |
| 拷問專家（日语：拷問ソムリエ） | 主要接受犯罪被害者及其相關人士委託，負責調查、捕捉和對指定犯罪者施行酷刑制裁的法外處刑者。拷問專家的活動範圍不限於日本和海外，還會互相提供協助，視情況會委託黑社會人士協助調查和捕捉目標。 |
| 人類瑕疵大學       | TV版動畫登場的研究機構，另稱「人類瑕疵研究所」。主要研究世界上各種不可思議和荒謬的事物。 |
| 天羽組             | Youtube頻道連載動畫版裡登場的主要黑道組織之一，前身為「田頭組」，時任組長田頭過世後，繼任組長的天羽桂司將組織更名為「天羽組」。前期組織人員品性良莠不齊，和「京極組」對立，《天京戰爭》連載系列結束後正式和解，同時組內經過肅清叛徒與重大違紀者後，行事以仁義作風為主。 |
| 京極組             | Youtube頻道連載動畫版裡登場的主要黑道組織之一，故事前期和「天羽組」對立，時任領導者為第五任組長日下孝次郎，組織內分為久我虎徹和時任若頭五十嵐幸光等人為首的良知派，還有日下等人為首的反派，隨劇情進展，組織反派成員和叛徒陸續被肅清。《天京戰爭》連載系列結束後，雙方正式結束鬥爭，京極組付出三億日圓賠償「天羽組」的損失，由五十嵐接替過世的日下成為第六任組長，至此「京極組」行事以仁義作風為主。 |
| 河內組（獅子王組） | Youtube頻道連載動畫版裡登場的主要黑道組織之一。前期組織名為「河內組」，組織立場和「天羽組」對立，亦曾和「京極組」發生衝突，但也會為了肅清當地不法集團和「京極組」合作。因為原組長罹患阿茲海默症退位、若頭小御門遇害，組織內部分裂成眉濟俊之為首的仁義穩健派和黒澤航太郎為首的激進派。組織後更名「獅子王組」，由眉濟俊之繼任「獅子王組」組長職務，至此組員遵從眉濟俊之的領導以仁義作風。             |
| CODE-EL            | Youtube頻道連載動畫版裡登場的主要地下暗殺組織之一，主要物色孤兒帶進組織培訓成殺手，待時機成熟便會讓殺手們接受殺人任務。對於任務失敗或叛離組織的成員格殺勿論。經歷CODE-EL內部鬥爭事件造成大量人員傷亡後，組織形同瓦解，少部分成員（幹部毛利公平為首的倖存成員）則融入社會以一般職業維生，掩飾殺手的職業。                                                                                            |
| 天王寺組           | Youtube頻道連載動畫版裡登場的主要黑道組織之一，以關西地區為主要據點，過往和關東地區黑到發生過劇烈鬥爭，組長是三國貞治。故事前期因為時任若頭大嶽徳史主導「天王寺組」和「天羽組」的鬥爭而處於對立狀態，但在「羽王戰爭」尾聲時大嶽徳史被「天羽組」組長天羽桂司規勸正式宣布終戰。組員驃悍對待敵人無情，但隨劇情推進也有重視義理的人員存在。                                                             |
| 羅威刃             | Youtube頻道連載動畫版裡登場的重要黑社會組織之一，由城崎賢志領導，行事作風冷血無情，和多方組織（例如「天羽組」、「京極組」等）對立。後隨著許多幹部陣亡、城崎賢志死去，「羅威刃」組織分裂且不少人員退出。部分剩餘殘黨一度和「戒炎」合謀，後來和「戒炎」解除合作。 |
| 戒炎               | Youtube頻道連載動畫版裡登場的重要黑社會組織之一，由我妻京也領導，行事作風殘酷具侵略性，和多方組織（例如「天羽組」、「京極組」等）對立。我妻京也死後，組織跟著瓦解。部分倖存幹部和「裏神」合謀。 |

## TV版動畫

### 宣傳和上映
2022年5月1日，《人類瑕疵大學》在YouTube官方频道的《佐竹博文的不幸人生》系列第105話暨三週年特別篇，公佈作品改編TV版動畫的消息。
2022年10月，TV版動畫官方網站公佈2022年10月5日於東京都會電視台開始撥映，同日在Prime Video發行。動畫版標題為《人类瑕疵大学-不死學部不幸學科-》（日语：ヒューマンバグ大学 -不死学部不幸学科-）。

### 製作人員
原著：K Contents
導演、角色設計：西山司
劇本統籌、劇本：中島直俊
音效指導：大室正勝
音樂：山下康介
音樂製作：日本哥倫比亞
動畫製作：DLE
製作：「人類瑕疵大學」製作委員会

### 主題曲
片頭曲「CATASTROPHE」
主唱：奈米、作詞：ナノ、作曲・編曲：シン・マナヒロ
片尾曲「BAD CITY（BUG HUMAN）」
主唱：Lowland Jazz、作詞・作曲：CASEY RANKIN、編曲：千葉岳洋。改編自電視劇『偵探物語』的主題曲《Lonely Man/Bad City》。

### 各話列表
| 話數       | 日文標題 | 中文標題                                                     | 分鏡             | 演出             | 作畫監督             | 首播日期 （2022年） |
| ---------- | -------- | ------------------------------------------------------------ | ---------------- | ---------------- | -------------------- | ------------------- |
| Episode 1  |          | 死刑犯 佐竹博文 謀殺婚約者……冷酷無情的男人                   | 西山司           | 西山司           | 柿木直子             | 2022年 10月5日      |
| Episode 2  |          | 生命逐漸消逝……漂流48天 招引死亡的幸運項墜                    | 山脇光太郎       | 山脇光太郎       | 山脇光太郎           | 10月12日            |
| Episode 3  |          | 拷問專家 伊集院茂夫 燒死惡人刑警……的地獄業火                 | 佐藤充夫         | 佐藤充夫         | 柿木直子             | 10月19日            |
| Episode 4  |          | 死刑犯的戀人 根岸千恵 不管到哪裡都會死……愉悅跟蹤狂的殺人衝動 | 山脇光太郎       | 山脇光太郎       | 山脇光太郎           | 10月26日            |
| Episode 5  |          |                                                              | 大宮一仁         | 大宮一仁         | 柿木直子             | 11月2日             |
| Episode 6  |          |                                                              | エイティーエイト | エイティーエイト | 山脇光太郎           | 11月9日             |
| Episode 7  |          |                                                              | 日野トミー       | 日野トミー       | 柿木直子             | 11月16日            |
| Episode 8  |          |                                                              | 轟おうる         | 轟おうる         | 山脇光太郎 佐藤充夫  | 11月23日            |
| Episode 9  |          |                                                              | エイティーエイト | エイティーエイト | 柿木直子             | 11月30日            |
| Episode 10 |          |                                                              | 大宮一仁         | 大宮一仁         | 山脇光太郎、佐藤充夫 | 12月7日             |
| Episode 11 |          |                                                              | 日野トミー       | 日野トミー       | 柿木直子             | 12月14日            |
| Episode 12 |          |                                                              | 大宮一仁         | 大宮一仁         | 山脇光太郎、佐藤充夫 | 12月21日            |

## 姐妹频道
エモル図書館〜時々、エビル〜
。
バベル裁判所〜闇の法律知識〜
。
漆黒アカデミア 〜Jet Black Academia〜
旧名漆黒のジェイル〜Jet Black Prison〜

## 関連書籍
- 誰も教えてくれないダークな世界を覗く ヒューマンバグ大学 佐竹博文の壮絶な人生編（2020年9月26日发售、人类瑕疵大学著、株式会社KADOKAWA発行 （ISBN 978-4-04-896847-8）

## 備註
1. ↑  官方中字舊版頻道翻譯名